# Saint-Peter Basseterre
Saint-Peter Basseterre est l'une des quatorze paroisses de Saint-Christophe-et-Niévès. Elle est située sur l'île Saint-Christophe.

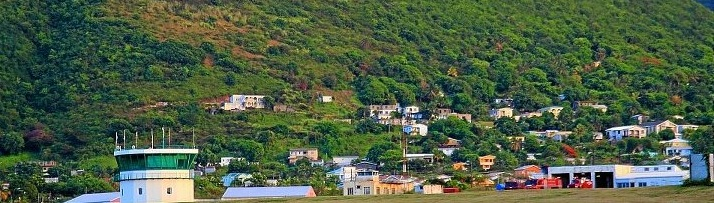